# Величко Георгиев (лекар)
Вижте пояснителната страница за други личности с името Величко Георгиев.
Величко Георгиев е български лекар.

## Биография
Роден е на 10 април 1872 година. Учи медицина в Монпелие. Става организатор на училищното здравеопазване в България. По-късно прави първите проучвания в България на пелаграта и пише трудове по организация на здравеопазването. Умира през 1924 година.